# Rivière aux Écorces (vattendrag i Kanada, lat 46,44, long -73,15)
Rivière aux Écorces är ett vattendrag i Kanada.   Det ligger i provinsen Québec, i den sydöstra delen av landet, 230 km nordost om huvudstaden Ottawa.
I omgivningarna runt Rivière aux Écorces växer i huvudsak blandskog. Runt Rivière aux Écorces är det glesbefolkat, med 17 invånare per kvadratkilometer.